# 押川浩士
押川 浩士（おしかわ ひろし、1975年8月9日 - ）は、日本のバリトン歌手である。オペラやミュージカルの舞台で活動している。

## 概要
オペラの出演はこれまでに、「フィガロの結婚」のフィガロやアルマヴィーヴァ伯爵、「ドン・ジョヴァンニ」のドン・ジョヴァンニとレポレッロ、「コジ・ファン・トゥッテ」のグリエルモとドン・アルフォンソ、「魔笛」のパパゲーノ、「愛の妙薬」のベルコーレとドゥルカマーラ、「ドン・パスクワーレ」のマラテスタ、「セビリアの理髪師」のフィガロ、「ラ・チェネレントラ」のダンディーニとドン・マニフィコ、「ランスへの旅」のドン・プロフォンドとドン・プルデンツィオ、「カルメン」のエスカミーリョ、ダンカイロ、モラレス、「道化師」のトニオとシルヴィオ、「カヴァレリア・ルスティカーナ」のアルフィオ、「劇場界の都合、不都合（ビバ・ラ・マンマ）」のマンマ・アーガタ、「ラ・ボエーム」のマルチェッロとショナール、「二人のフォスカリ」のフランチェスコ・フォスカリ、「ファルスタッフ」のファルスタッフなど、多くのオペラ作品に出演している。
ロッシーニやドニゼッティの喜劇的な役柄を大の得意とする一方、近年ではヴェルディの作品もレパートリーとするようになった。

## 経歴
宮崎県児湯郡高鍋町で生まれた。西都市立茶臼原小学校、新富町立上新田中学校、宮崎県立高鍋高等学校、大分県立芸術文化短期大学声楽科、国立音楽大学声楽科を卒業した。卒業時にNTTdocomoより奨学金を受ける。第70回読売新人演奏会に出演。国立音楽大学大学院オペラコースを修了した。日本オペラ振興会第22期研究生を修了した。2001年から2003年にかけて立教新座中学校・高等学校に音楽講師として勤務した。
2010年から2011年にかけてイタリア・フィレンツェに留学し、アレッツォ市のコンクール勝利者としてオペラ「ラ・ボエーム」のマルチェッロ役でイタリアデビューを果たした。帰国後も国内外で精力的に活動を続けている。教育者としても活動しており、洗足学園音楽大学の声楽コースおよびミュージカルコースで講師を務めている。また、多摩ジュニア・ミュージカルを主宰し、地域の子どもたちに本物の音楽を提供することを目指している。
2024年7月27日には、東大和市民会館ハミングホールでバリトンリサイタルを開催し、モーツァルトのフィガロの結婚よりもう飛ぶまいぞこの蝶々や、ドニゼッティのドン・パスクワーレより二重唱準備はできたわなど、多彩なプログラムを披露した。
藤原歌劇団での出演作品
オペラ「セビリアの理髪師」フィオレッロ役　2011年　新国立劇場オペラパレス
オペラ「ランスへの旅」ドン・プルデンツィオ役　2015年　日生劇場
オペラ「ドン・パスクワーレ」マラテスタ役　2016年　日生劇場
オペラ「カルメン」モラレス役　2017年　東京文化会館　愛知県芸術劇場
オペラ「セビリアの理髪師」フィガロ役　2017年　テアトロ・ジーリオ・ショウワ
オペラ「ラ・チェネレントラ」ダンディーニ役　2018年　テアトロ・ジーリオ・ショウワ
オペラ「ドン・ジョヴァンニ」レポレッロ役　2018年　日生劇場
オペラ「ランスへの旅」ドン・プロフォンド役　2019年　新国立劇場オペラパレス
オペラ「カルメン」ダンカイロ役　2020年　テアトロ・ジーリオ・ショウワ
オペラ「トスカ」堂守役　2023年　東京文化会館
オペラ「劇場のわがままな歌手たち」アーガタ役　2023年　テアトロ・ジーリオ・ショウワ
オペラ「二人のフォスカリ」フランチェスコ・フォスカリ役　2023年　新国立劇場オペラパレス
オペラ「ラ・ボエーム」マルチェッロ役　2023年　フェニーチェ堺、レクザムホール
オペラ「ラ・チェネレントラ」ドン・マニフィコ役　2024年　テアトロ・ジーリオ・ショウワ
オペラ「ファルスタッフ」ファルスタッフ役　2025年　東京文化会館
2025年2月には、藤原歌劇団創立90周年記念公演として、東京文化会館でオペラファルスタッフのタイトルロールを務め好評を博す。
現在、藤原歌劇団正団員であり、宮崎県高鍋町のふるさと応援大使も務めている。
多摩ジュニア・ミュージカル主宰。洗足学園音楽大学声楽コース・ミュージカルコース非常勤講師。
声楽を宮本修、田島好一、牧野正人、カルロ・メリチャーニの各氏にに師事。